# 安珀河畔哈格
安珀河畔哈格（德語：Haag an der Amper，官方拼写为，發音：[ˈhaːk ʔan deːɐ̯ ˈʔampɐ]）是德国巴伐利亚州上巴伐利亚行政区弗赖辛县的市镇，面积21.7平方千米，2023年12月31日人口为2,956人。